# Equirria
Die Equirria waren eine militärisch-religiöse Feier des römischen Festkalenders, die am 27. Februar (Februarius) und 14. März (Martius) mit Prozessionen und Reiterspielen auf dem Campus Martius abgehalten wurde. Die Festlegung des Fests auf den Frühlingsbeginn entstammte noch der archaischen Kriegsführung, die die Feldzüge zeitlich auf die gemäßigten und warmen Monate beschränkte. Verwandte Feste waren tubilustrium (ebenfalls im Frühjahr) sowie armilustrium und das Oktoberpferd am Ende der militärischen Saison.
Zudem fanden die equirria an der Wende zum neuen Jahr (im römischen Kalender der 1. März) statt, was durch die Vertreibung eines Ziegenbocks symbolisiert wurde. Neben der rituellen Reinigung (lustrum) der Pferde werden als möglicher Hintergrund des Fests auch Leichenfeiern vermutet, wie sie aus Homers Ilias bekannt sind.